# Virgin Island
Ne doit pas être confondu avec Îles Vierges britanniques ou Îles Vierges des États-Unis.
Virgin Island est un film britannique réalisé par Pat Jackson, sorti en 1958.

## Synopsis
Evan et Tina ont choisi de s'installer sur une petite île. Le couple vit coupé du monde, recevant de temps à autre la visite du commissaire et de Marcus, un autre insulaire.

## Fiche technique
- Titre : Virgin Island
- Réalisation : Pat Jackson
- Scénario : Pat Jackson et Ring Lardner Jr., d'après le roman Notre Île vierge (Our Virgin Island) de Robb White
- Production : Leon Clore et Grahame Tharp
- Musique : Clifton Parker
- Photographie : Freddie Francis
- Montage : Gordon Pilkington
- Pays de production : Royaume-Uni
- Format : Couleurs - Mono - 35 mm
- Genre : Drame
- Durée : 84 minutes
- Dates de sorties : 
  - Royaume-Uni : octobre 1958
  - France : 7 août 1959

## Distribution
- John Cassavetes : Evan
- Virginia Maskell : Tina
- Sidney Poitier : Marcus
- Isabel Dean : Mme Lomax
- Colin Gordon : Le commissaire
- Ruby Dee : Ruth
- Edric Connor : Capitaine Jason
- Howard Marion-Crawford : Prescott